# Три горби (заказник)
Три горби́ — ботанічний заказник місцевого значення в Україні. Розташований у межах Кам'янець-Подільського району Хмельницької області, на південь від села Княгинин.
Площа 283 га. Статус надано згідно з рішенням облради від 26. 10. 1990 року № 194. Перебуває у віданні Панівецького лісництва Кам'янець-Подільського держлісгоспу.
Цінність являє заліснена ділянка природного походження, на якій зростають грабово-дубові дерева, а також різноманітність трав'яного покрову, серед яких цінність становлять орхідні: коручка морозниковидна, любка дволиста та інші.
Входить до складу національного природного парку «Подільські Товтри».